# تضامن القتالية

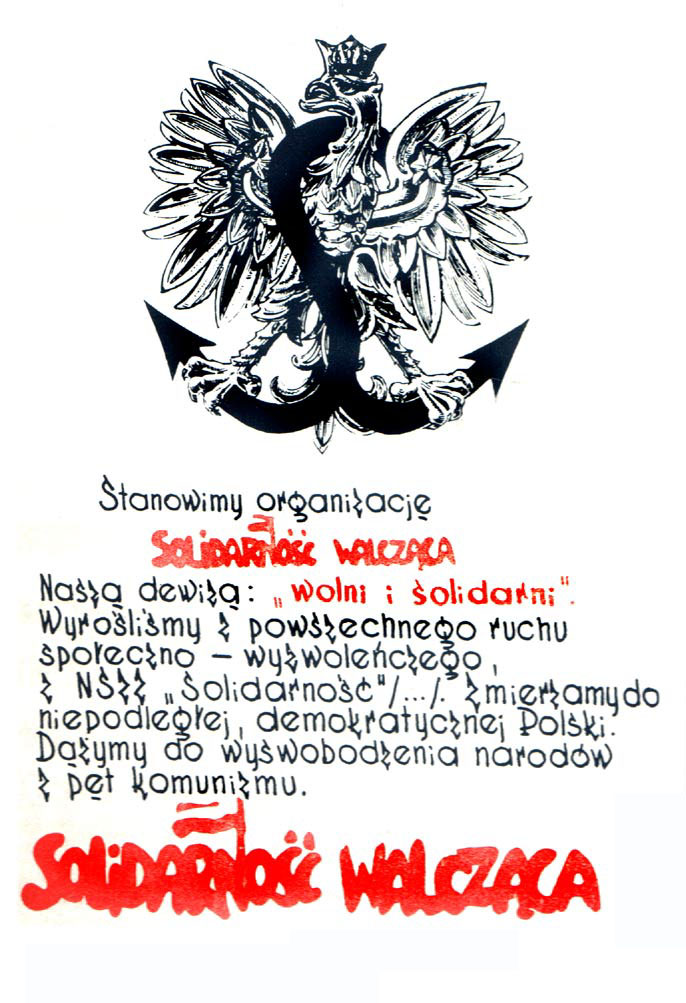
ملصق تضامن القتالية

تضامن القتالية (بالبولندية: Solidarność Walcząca) هي منظمة بولندية مناهضة للسوفييت والشيوعية. تأسست في يونيو 1982 على يد كورنيل مورافيتسكي في مدينة فروتسواف البولندية. كان تأسيسها ردًا على إلغاء شرعية حركة تضامن، والقمع الذي مارسته الحكومة الشيوعية ضد المعارضة والذي تجسد في فرض الأحكام العرفية في عام 1981. ويعتبر الكثيرون هذا الفصيل واحدًا من أكثر الفصائل تطرفًا وتشددًا في حركة تضامن الأوسع.
تصور مورافيتسكي ونشطاء تضامن القتالية منظمتهم كخليفة للمقاومة البولندية في الحرب العالمية الثانية، ومن هنا جاء رمز الحركة الجديدة وهو دمج شعار تضامن مع المرساة والنسر البولندي المتوج (رمزيًا في عام 1945 أزال النظام الشيوعي الجديد التاج من على رأس النسر على شعار النبالة الرسمي للدولة البولندية. واعتبر العديد من المعارضين هذا التاج رمزًا لبولندا المستقلة غير الشيوعية).
كانت حرب المعلومات من أهم أنشطة منظمة تضامن القتالية: فقد طبعت ووزعت العديد من الصحف السرية. ومن أشهر هذه الصحف سوليدارنوش فالتشونزا (فروتسواف، وهي الصحيفة الرئيسية للمنظمة)، وصحيفة بيوليتن دولنوشلوسكي (فروتسواف)، وصحيفة سوليدارنوش فالتشونزا (بوزنان)، وصحيفة غاليسيا (جيشوف). وكانت صحف منظمة تضامن القتالية أول منشورات من هذا النوع تُطبع خلال فترة الأحكام العرفية، حيث أصبحت متاحة بالفعل في اليوم التالي لفرض الأحكام العرفية. كما حاولت منظمة تضامن القتالية التسلل بنشاط إلى الشرطة السرية البولندية ودعم المنظمات المناهضة للشيوعية الأخرى، بما في ذلك المنظمات المشابهة في بلدان أخرى من الكتلة السوفيتية، وحتى داخل الاتحاد السوفيتي نفسه. وقد وجدت الشرطة السرية البولندية صعوبة بالغة في التسلل إلى المنظمة الجديدة، على الرغم من أنها استخدمت تكتيكات مختلفة، بما في ذلك اختطاف أطفال المؤسس مورافيتسكي في محاولة لابتزازه. وعلى الرغم من اسمها وسمعتها (غير المستحقة) في القتال، لم تدعم منظمة تضامن القتالية العنف ولا الإرهاب.
كانت منظمة تضامن القتالية واحدة من منظمتين بولنديتين في ذلك الوقت كانت أهدافهما الأساسية، المعلنة منذ البداية، تشمل التخلص من الشيوعية واستقلال بولندا والدول الأخرى التي تسيطر عليها الحكومات الشيوعية (بما في ذلك تلك التي تشكل الاتحاد السوفيتي نفسه)، فضلًا عن إعادة توحيد ألمانيا.
وبعيدًا عن فروتسواف، شملت قواعد القوة في حركة تضامن القتالية بوزنان وغدانسك ورزيسزو وسيليزيا العليا. وكان من بين أبرز أعضائها أندريه ميك وفويتشيك ميشليكي وأندريه زاراش (فروتسواف) وأندريه كولودزيغ (غدينيا). وفي عام 1986 ادعت الحركة أنها تضم عدة مئات من الأعضاء النشطين، دون احتساب الحلفاء والمؤيدين الآخرين.
في عام 1990 أسس العديد من أعضاء حركة تضامن القتالية حزبًا سياسيًا، اسمه حزب الحرية.

## التاريخ
تأسست حركة تضامن القتالية في فروتسواف في يونيو عام 1982 من قبل نشطاء شكلوا نواة لجنة الإضراب الإقليمية السرية للتضامن، الذين اختلفوا مع قيادة حزب العمال البولندي الاشتراكي بشأن أساليب واستراتيجية العمل.
كانت أولى نجاحات تضامن هي المظاهرات التي جرت يومي 13 و26 يونيو من عام 1982. حيث نزل آلاف السكان إلى شوارع فروتسواف بناءً على حث هيئة تحرير مجلة سوليدارنوش فالتشونزا (ضد موقف لجنة الإضراب الإقليمية). ثم تحولت المظاهرات إلى معارك شوارع استمرت لساعات، وأقيمت الحواجز، مما أجبر قوات زومو (قوات الاحتياط ضد ميليشيات المواطنين) في كثير من الأحيان على الانسحاب. وكانت تضامن القتالية من المشاركين في تنظيم أكبر مظاهرة ضد الأحكام العرفية في فروتسواف في 31 أغسطس عام 1982، مع تغطية حية للمظاهرة من قبل راديو تضامن القتالية.
تزايد دور منظمة تضامن القتالية في المقاومة الاجتماعية إلى الحد الذي جعل جهاز الأمن يعتبرها تهديدًا للنظام. وفي أغسطس عام 1985 اتخذ رئيس جهاز الأمن الجنرال فلاديسلاف سياستون قرارًا «بتحديد منظمة تضامن القتالية والعمل على حلها»، وإشراك «جميع الوحدات التنظيمية لجهاز الأمن» في العمل ضدها. ثم جرى إعطاء الحملة الوطنية ضد منظمة تضامن الاسم الرمزي «أكتوبوسي». وكانت هذه أكبر عملية لوزارة الداخلية منذ عام 1981. وعلى الرغم من مشاركة قوات كبيرة من قبل جهاز المخابرات، لم يكن هناك انخفاض كبير في أنشطة الحركة. كما تعاملت وزارة أمن الدولة (شتازي) في ألمانيا الشرقية مع منظمة تضامن القتالية كجزء من قضية الانتشار العملياتي («صقلية»). وجرى إبلاغ لجنة أمن الدولة السوفيتية (كي جي بي) بالأنشطة الفردية.
بعد اعتقال كورنيل مورافيتسكي في أكتوبر عام 1987، تولى أندريه كولودزيغ قيادة حركة تضامن القتالية في ذلك الوقت خلفًا لأندريه زاراش وفويتشيك ميشليكي وزبيغنيو ياغيلو. وفي مايو عام 1988 جرى ترحيل مورافيتسكي وكولوودزيغ خارج بولندا. وبعد رحلة سياسية إلى عدة دول (المملكة المتحدة وفرنسا وإيطاليا والولايات المتحدة)، عاد مورافيتسكي بشكل غير قانوني إلى بولندا وإلى الحركة السرية، وتولى مرة أخرى قيادة حركة تضامن القتالية.
في عام 1989 عارضت حركة تضامن القتالية الاتفاق مع الشيوعيين، وانضم إليها جزء من المعارضة في بولندا («الطاولة المستديرة»)، بدافع من أسباب أخلاقية وسياسية.
في عام 1990 تشكل حزب الحرية من بين الناشطين من حركة تضامن القتالية. وفشل مرشح حزب الحرية كورنيل مورافيتسكي لمنصب الرئيس في جمع 100 ألف توقيع المطلوبة بعد تقديم ترشيحه. وخلال الحملة الانتخابية المتلفزة، قلب الطاولة المستديرة أمام كاميرات التلفزيون.
جرى حل المنظمة رسميًا في عام 1992. وفي 17 يناير من عام 2007 تأسست جمعية تضامن مع المقاتلين.
في 15 يونيو عام 2007 جرى تكريم 76 ناشطًا بارزًا من حركة تضامن والتشانكا بصلبان نهضة بولندا من قبل الرئيس البولندي ليخ كاتشينسكي.
في 4 يوليو عام 2009 في فيلنيوس مُنح خمسة ناشطين من القسم الشرقي المستقل من حركة تضامن والتشانكا وسام الخدمة المتميزة لليتوانيا من قبل رئيس ليتوانيا فالداس أدامكوس (يادفيغا شميلوفسكا، وتاديوس ماركيفيتش، وماتشي روشينسكي، وبيوتر باتشولسكي، وبيوتر هليبوفيتش).

## التنظيم
كان كورنيل مورافيتسكي الشخصية الأولى والرئيس وواضع الأسس الأيديولوجية لحركة تضامن القتالية. وكان من بين مؤسسي تضامن القتالية أيضًا الناشطون الأكثر حضورًا في فروتسواف: باوي فاليكي، وميشال غابرييل، وأندريه كيسيليفيتش، وماريا كوزيبرودزكا، وروموالد لازاروفيتش، وبيوتر بيلاوسكي، وسيزاريوس ليسيسز، وهالينا لوبوزانسكا، وهانا لوكوفسكي-كارنيغ، وزوفيا ماسيغوسكا، وستان إيسواف ميتيك، وأندريه ميك، وفويتشيك ميسليكي، وروموالد نوفيكي، وزبيغنيو أوزيويتز، وجان باولوفسكي، وباربرا سارابوك، وفواديسلاف سيدوروفيتش، وتاديوس شفيرتشيفسكي، وأندريه زاراش.
كان يرأس حركة تضامن القتالية مجلس (يضم في الأساس المؤسسين) ولجنة تنفيذية منذ عام 1984.
ومن بين اثني عشر فرعًا لحركة تضامن القتالية كانت فروع بوزنان وغدانسك وجيشوف وسيليزيا العليا هي الأقوى - إلى جانب فروتسواف. وكان الناشطون البارزون خارج سيليزيا السفلى هم ماسيغ فرانكيويتز (بوزنان)، وماريك تشاكور، وأندريه كولودزيغ، ورومان زويركان وإيوا كوباسيويتز (تريسيتي)، وسلافومير بوجايسكي (كاتوفيتسه)، ويانينا يادفيغا تشميلوفسكا (سوسنوفييتس)، وكرزيستوف كورزاك (شتشين)، وأنتوني كوباتشيفسكي، ويانوس ز سزكوتنيك (جيشوف)، وسيويرين ياورسكي، وكرزيستوف وولف، وآدم سيمبورسكي، وآدم بوروفسكي (وارسو)، وماريان ستاتشنيوك وبيوتر هليبوفيتش (كراكوف)، وفلودزيميرز دومايالسكي-لابيدزكي (وودج). كانت خلايا تضامن القتالية موجودة أيضًا في العديد من المدن الأخرى، بما في ذلك زغورجيلتس، وتشيستوخوفا، وجيلينيا جورا، وكاليش، وكيلسي، وكونين، وأوبولي، وواوب جيخ. بالإضافة إلى الهياكل الإقليمية، شكلت تضامن القتالية أيضًا مجموعات مصانع (بما في ذلك في مصنع سيغيلسكي في بوزنان، وحوض بناء السفن كومونا-باريس في غدينيا، وحوض بناء السفن غدانسك، و«فروزاميت» في فروتسواف، ومصانع السيارات يلتش، والعديد من مناجم سيليزيا وواوب جيخ). وكان عدد أعضاء المنظمة نحو 2000 عضو.
وقد مثّل منظمة تضامن القتالي مندوبون أجانب خارج بولندا: تاديوش وارسزا (بريطانيا العظمى)، وأندريه فيرغا (ألمانيا)، وإيوا كوباسيويتز (رئيس التمثيل)، ورافائيل غان جانوفيتش (فرنسا)، ويرزي يانكوفسكي (النرويج)، وكازيميرز ميشالشيك (برلين الغربية)، وزبيغنيو بيلز (كندا)، وياروسلاف سوياتيك (الولايات المتحدة الأمريكية).